# Canadian Briscoe Motor
Canadian Briscoe Motor war ein kanadischer Hersteller von Automobilen.

## Unternehmensgeschichte
Das Unternehmen wurde im Oktober 1915 als Zweigwerk der amerikanischen Briscoe Motor Corporation gegründet. Das Werk der aufgelösten Brockville Atlas Auto in Brockville wurde bezogen. Tom Storey, der vorher für Brockville tätig war, wurde Vizepräsident. Die Produktion von Automobilen lief von 1916 bis 1921. Der Markenname lautete wie in den USA Briscoe. Im Oktober 1918 zerstörte ein Feuer große Teile des Werks. Jährlich entstanden etwa 1000 Fahrzeuge.

## Fahrzeuge
Genannt werden die Modelle 4-24, 4-34, 4-38 mit Vierzylindermotoren sowie 8-38 mit Achtzylindermotor.